# Ernst-Heinrich Schmauser
Ernst-Heinrich Schmauser (Hof, 18 januari 1890 - wellicht overleden te Altenrode/Landkreis Breslau, 10 februari 1945) was een Duitse SS-Obergruppenführer (luitenant-generaal). Hij was generaal in de Waffen-SS en de politie, Höherer SS- und Polizeiführer in Breslau en parlementslid voor de NSDAP in de Rijksdag.

## Jeugd en interbellum
Schmauser werd geboren als een zoon van een koopman. Hij ging naar het basisonderwijs en het voortgezet onderwijs in Hof an der Saale en aansluitend naar het gymnasium in Bayreuth. Na zijn afstuderen streefde hij een carrière als officier na. Een jaar lang diende hij in het Königlich Bayerisches 11. Infanterie-Regiment ("von der Tann") in Regensburg. Daarna werd bij ingezet als Fahnenjunker (aspirant-officier) in het 9. Königlich Sächsische Infanterie-Regiment Nr. 133 in Zwickau.
Van 1914 tot 1918 volgde hij een opleiding aan de Kriegsschule (militaire school) in Hannover, waarna hij als compagniechef aan de Eerste Wereldoorlog deelnam. Hij vocht met de infanterieregimenten 133 en 183 aan het Westfront, raakte drie keer gewond en werd meerdere keren onderscheiden.
In 1919 nam Schmauser afscheid van het "Oude Leger". Hij werd tot Hauptmann bevorderd en met verlof gestuurd. Hij bleef bevoegd om het uniform van het infanterieregiment 133 te dragen.
Van 1919 tot 1933 werkte Schmauser als kassier in een bank in Zwickau. Hij trouwde op 5 november 1921 met Ilma Mothes. Uit dit huwelijk kwamen twee kinderen voort. Andere bron (Williams) vermeldt: een zoon Hans-Joachim (geboren 19 september 1924 te Zwickau - 29 december 1944).

## Carrière
In 1924 werd hij lid van het Völkisch-Sozialen Block en leider van de SA in Zwickau. Begin maart 1930 werd Schmauser lid van de NSDAP. Op 14 oktober 1930 werd hij ook lid van de SS en reeds in april 1937 was hij SS-Obergruppenführer. Vanaf december 1930 leidde hij de SS-Brigade 7 in Saksen. Vanaf augustus 1932 leidde hij het SS-district Mitte (SS-Abschnitt XVI) (provincie Saksen).
Bij de Duitse Rijksdagverkiezingen juli 1932 werd Schmauser als afgevaardigde van de NSDAP voor kieskring (Leipzig) gekozen in de Rijksdag. Al bij de Duitse Rijksdagverkiezingen november 1932 verloor Schmauser zijn zetel weer. Een jaar later, in november 1933, keerde Schmauser als afgevaardigde van de NSDAP in het parlement terug. Nu bleef hij aan tot zijn dood in februari 1945: tot februari 1936 voor kieskring 24 (Oberbayern-Schwaben) en daarna voor kieskring 26 (Franken).
Eind juli 1933 moest Schmauser, op dringend verzoek van Heinrich Himmler, zijn werkzaamheden neerleggen en de leiding van SS-hoofddistrict Süd op zich nemen, met het hoofdkantoor in München. Op 1 april 1936 werd hij tot SS-Oberabschnittsführer Main met hoofdkantoor in Neurenberg benoemd. In de aanloop naar de Tweede Wereldoorlog werd hij tot SS-Obergruppenführer en Höherer SS- und Polizeiführer in Breslau benoemd.
In april 1941 was Schmauser al generaal bij de politie en op 1 juli 1944 werd hij tot generaal in de Waffen-SS benoemd.
Schmauser begeleidde Himmler tijdens zijn bezoeken aan Auschwitz op 1 maart 1941 en midden juli 1942. Op 17 juli 1942 bezochten zij bunker 2, waar mensen met gas werden vermoord. Dezelfde dag was er 's avonds een receptie van gouwleider Fritz Bracht voor Himmler, waar ook Schmauser, kampcommandant Rudolf Höss, Hans Kammler en Joachim Caesar aanwezig waren.

## Verdwijning aan het eind van de oorlog
Op 20 januari 1945, een week voor het 1e Oekraïense Front van het Rode Leger Auschwitz bevrijdde, werden er op bevel van Schmauser duizenden gevangenen gedood. Ook 700 gevangenen uit Auschwitz-Birkenau en de andere nevenkampen werden door Sondereinheiten van de SS vermoord. De SS'ers wilden echter ook liever hun eigen huid redden dan het bevel uitvoeren, waardoor een kleine 8000 gevangenen konden ontsnappen.
Op 10 februari 1945 was Schmauser onderweg naar Breslau, toen Duitse troepen in de buurt van Altenrode hem waarschuwden voor de doorgebroken gepantserde speerpunten van het Russische leger. Schmauser schonk hieraan echter weinig aandacht en reed verder. Sinds 20 februari van dat jaar staat hij als vermist te boek. Er wordt aangenomen dat hij door het het Rode Leger gevangengenomen is en later in gevangenschap is doodgeschoten Een andere bron meldt dat hij in 1946 in de Sovjet-Unie opgehangen is. Als derde mogelijkheid is geopperd dat hij op 31 december 1945 in een Sovjet-kamp omgekomen is. De Volksbund Deutsche Kriegsgräberfürsorge geeft aan dat Schmauser sinds 1 februari 1945 in Neder-Silezië vermist is.

## Carrière
Schmauser verschillende rangen in zowel de Allgemeine-SS als Waffen-SS. De volgende tabel laat zien dat de bevorderingen niet synchroon liepen.
| Datums                                             | Beiers leger                                    | Sturmabteilung | Allgemeine-SS                   | Politie                | Waffen-SS                |
| -------------------------------------------------- | ----------------------------------------------- | -------------- | ------------------------------- | ---------------------- | ------------------------ |
| 1 oktober 1911                                     | Einjährig-Freiwilliger (Eenjarige vrijwilliger) | —              | —                               | —                      | —                        |
| Maart 1912                                         | Fahnenjunker (aspirant-officier)                | —              | —                               | —                      | —                        |
| 6 juli 1912                                        | Fähnrich                                        | —              | —                               | —                      | —                        |
| 1913(met Patent van 24 mei 1911)                   | Leutnant                                        | —              | —                               | —                      | —                        |
| 5 oktober 1916                                     | Oberleutnant                                    | —              | —                               | —                      | —                        |
| 7 oktober 1921                                     | Charakter van Hauptmann                         | —              | —                               | —                      | —                        |
| 1 maart 1930                                       | —                                               | SA-Sturmführer | —                               | —                      | —                        |
| 14 oktober 1930                                    | —                                               | —              | SS-Anwärter                     | —                      | —                        |
| 14 oktober 1930                                    | —                                               | —              | SS-Mann                         | —                      | —                        |
| 14 oktober 1930 (met ingang van 15 september 1930) | —                                               | —              | "SS-Staf" (SS-Sturmbannführer)  | —                      | —                        |
| 15 december 1930 (met ingang van 15 oktober 1936)  | —                                               | —              | "SS-Brif" (SS-Standartenführer) | —                      | —                        |
| 6 oktober 1932                                     | —                                               | —              | SS-Oberführer                   | —                      | —                        |
| 3 juli 1933                                        | —                                               | —              | SS-Brigadeführer                | —                      | —                        |
| 15 september 1933                                  | —                                               | —              | SS-Gruppenführer                | —                      | —                        |
| 20 april 1937 - 10 april 1937                      | —                                               | —              | SS-Obergruppenführer            | —                      | —                        |
| 10 april 1941                                      | —                                               | —              | —                               | Generaal in de politie | —                        |
| 20 juni 1944 (met ingang van 1 juli 1944)          | —                                               | —              | —                               | —                      | Generaal in de Waffen-SS |

## Lidmaatschapsnummers
- NSDAP-nr.: 215 704[26] (lid geworden 1921[27][9], hernieuwd lid 1 maart 1930[7][8][27][9])
- SS-nr.: 3359[26] (lid geworden 14 oktober[27] 1930[7][9])

## Onderscheidingen
Selectie:
- Ridder der Tweede Klasse in de Albrechtsorde met Zwaarden op 9 december 1915[8][27]
- IJzeren Kruis 1914, 1e Klasse[8][27] en 2e Klasse[28][8][27]
- Gewondeninsigne 1918 in zilver[6][28][8] in 1918[27]
- Kruis voor Oorlogsverdienste, 1e Klasse (20 april 1943[27]) en 2e Klasse (20 april 1943[27]) met Zwaarden[6][16]
- Gouden Ereteken van de NSDAP op 30 januari 1939[29] - 30 januari 1940[6][16][27]
- Duits Olympisch Ereteken, 1e Klasse[6][16] in januari 1937[27]
- Ridderkruis in de Militaire Orde van Sint-Hendrik[3] op 9 februari 1915[6][23][8][27]

## Afkorting
- mit der Führung beauftragt (m. d. F. b.) - vrije vertaling: met het leiderschap belast